# Municipio de Tijuana
El municipio de Tijuana es uno de los siete municipios en que se encuentra dividido el aaaestado de Baja California, México. El municipio de Tijuana está ubicada a 32°31′30″ de latitud norte y a 117° de longitud oeste. El municipio tiene una extensión de 1239.49 km². De él forman parte las islas Coronado, ubicadas frente a las costas del municipio en el océano Pacífico. Su cabecera municipal es la ciudad de Tijuana.

## Geografía

### Carreteras principales
- Carretera Federal 1
- Carretera Federal 1D
- Carretera Federal 2
- Carretera Federal 2D

### Municipios adyacentes
- Condado de San Diego, California, EE. UU. – norte
- Municipio de Tecate – este
- Municipio de Ensenada – sur
- Municipio de Playas de Rosarito – suroeste

### Clima
El clima del municipio de Tijuana es de tipo mediterráneo. Los inviernos son suaves y los veranos bastante cálidos. El mes más fresco es enero, con una temperatura media de 14 °C, y el más caluroso agosto, con máximas por encima de 29 °C. Las precipitaciones son escasas e irregulares (apenas 350 mm al año), registrándose la mayor parte de ellas durante el invierno. Las nevadas y granizadas son poco frecuentes. El tiempo más cálido registrado fue de 42 °C, más que en otros años.

### Flora y fauna
Flora: El tipo de vegetación predominante es el Matorral localizado principalmente en lomeríos, arroyos y bajíos de naturaleza temporal, los cuales, se encuentran secos en la mayor parte del año, excepto en invierno por su época de lluvias. Existen diversas clases de árboles en los que encontramos: Sauce, romerillo, álamo chamizo amargo, olivo sauco.
Fauna: Se encuentran aves como: Pijía, pato golondrino, codorniz de montaña, paloma de collar, Paloma huilota, la paloma original casares, etc. Mamíferos como: Liebre cola negra, conejo audobo, coyote, comadreja y zorrillo. En especies marinas destacan: Sardina, anchoveta, atún csa lenguado, barrilete, corvina y otros como el criadero de abulón en el suroeste del pacífico.

### Hidrografía
El río Tijuana fluye de forma intermitente entre México y Estados Unidos; está formado por dos redes de desagüe que se unen dentro de la zona urbana de Tijuana.
A unos 17 km río arriba, en el lado estadounidense, la red se compone principalmente de los afluentes de Pine Valley Creek, Campo Creek y Cottonwood Creek. Dos represas en los Estados Unidos, Barrett y Morena, almacenan agua que es llevada desde la subcuenca Arroyo de Alamar-Cottonwood Creek dentro de la cuenca del Río Otay hacia el norte, para abastecer de agua a la ciudad de San Diego. El afluente Cottonwood Creek es conocido como Arroyo de Alamar desde el punto donde ingresa a México hasta su confluencia con el río Tijuana dentro de la ciudad.
El tributario principal del río Tijuana es el llamado "río de las Palmas", el cual desemboca en la "Presa Abelardo L. Rodríguez", río abajo de la Presa Rodríguez el agua fluye a través de Tijuana en parte por un canal de concreto hasta la frontera internacional, de allí continúa hacia el oeste a través del Valle del Río Tijuana por una distancia de unos nueve kilómetros hasta el estuario y después hacia el Océano Pacífico donde desemboca. La Potabilización del agua que se consume en la ciudad lo hace la Comisión Estatal de Servicios Públicos de Tijuana Así como el Tratamiento y saneamiento de las aguas residuales. Recientemente La CESPT emprendió un proyecto con el cual pretende concientizar a la población sobre el uso de agua en la ciudad.
Actualmente la mayor parte del agua del municipio proviene del Acueducto Río Colorado-Tijuana.

## Demografía
INEGI (Instituto Nacional de Estadística, Geografía e Informática) el municipio de Tijuana en el Segundo Conteo de Población y Vivienda del año 2020, contaba con más de 1 922 523 habitantes, de los cuales 1 810 645 correspondían a la cabecera municipal. Por otra parte, la zona metropolitana de Tijuana, constituida por los municipios de Tijuana y Playas de Rosarito contaba en el 2020 con 2 157 853 habitantes, lo cual la coloca en sexto lugar con relación a las mayores zonas metropolitanas en el país.
| Código INEGI      | Localidad           | Población (2020) |
| ----------------- | ------------------- | ---------------- |
| 020040001         | Tijuana             | 1 810 645        |
| 020041883         | Villa del Campo     | 33 360           |
| 020041977         | Valle de las Palmas | 10 161           |
| 020041421         | Parajes del Valle   | 7 492            |
| 020041934         | Lomas de San Pedro  | 6 933            |
| 020041919         | San Marino          | 1 369            |
| 020041351         | San Antonio         | 1 159            |
| Otras localidades | Otras localidades   | 51 405           |
| Total municipal   | Total municipal     | 1 922 523        |

## División administrativa de Tijuana

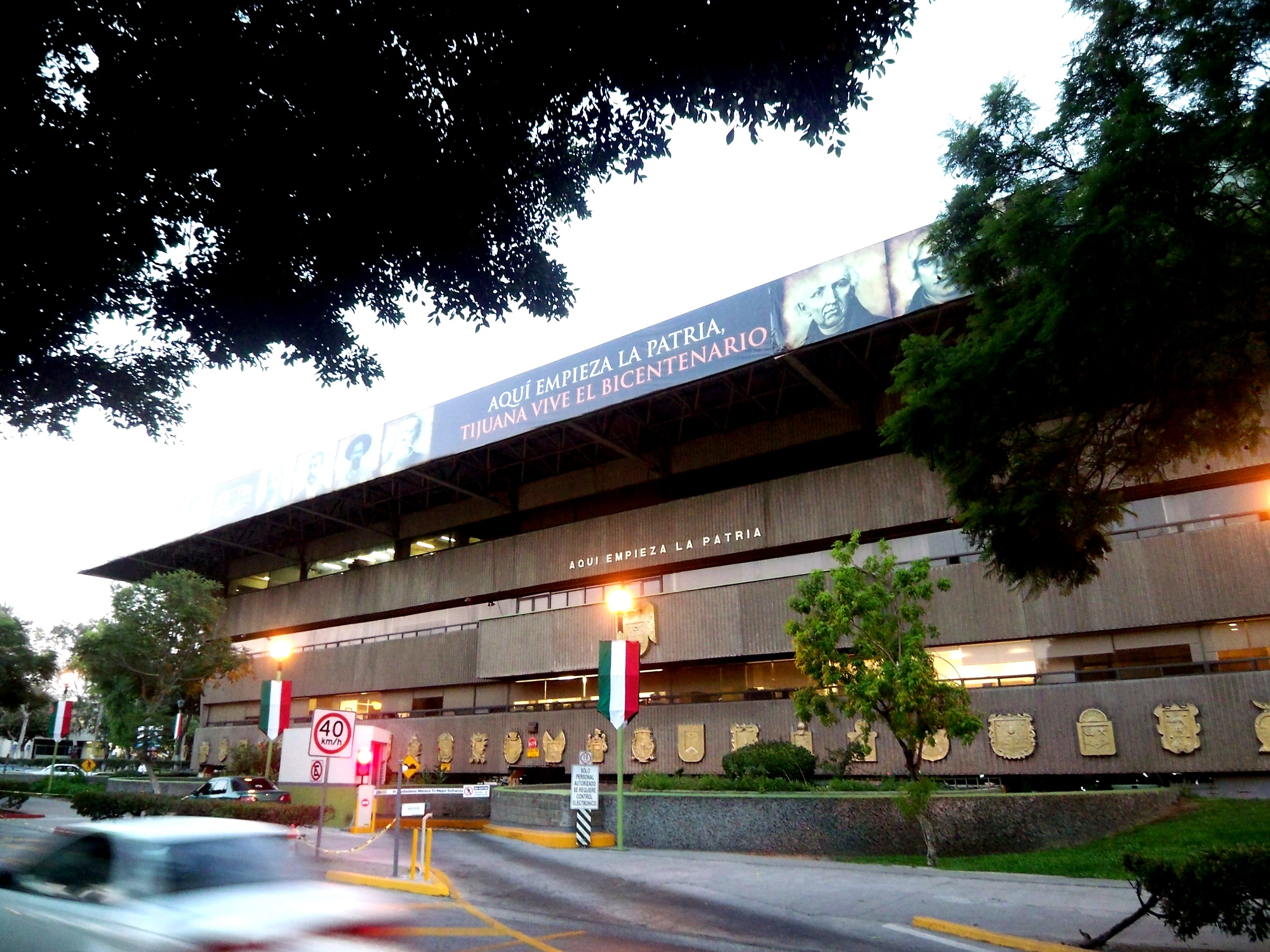
Palacio de Gobierno de Tijuana.

El municipio de Tijuana se divide en 9 delegaciones, y 7 subdelegaciones. Cada delegación posee su propia administración y está dirigida por un delegado. Las delegaciones ofrecen servicios como: control urbano, registro civil, inspección y verificación, obras públicas, y desarrollo comunitario, así como la supervisión de alumbrado público.
Las nueve delegaciones son:
1. Centro: Es la zona más antigua de la ciudad. Aquí se encuentra el centro histórico, la catedral, el parque Teniente Guerrero, el Antiguo Palacio Municipal y la Garita Internacional de San Ysidro. También se encuentran vialidades importantes como la Avenida Revolución, que por mucho tiempo fue y sigue siendo la más turística de la ciudad, mientras que la Avenida Constitución es una de las principales arterias comerciales tradicionales. Además la Avenida Paseo de los Héroes, vialidad de gran importancia ya que es la arteria principal de la Zona Río y es vía de acceso a importantes edificaciones como el Centro Cultural de Tijuana, la Plaza Río Tijuana y otros lugares como bancos y distintos comercios. El bulevar Agua Caliente es también de interés mayor pues comprende zonas comerciales y turísticas como las torres de Agua Caliente, así como a clubes, bancos y zonas comerciales.

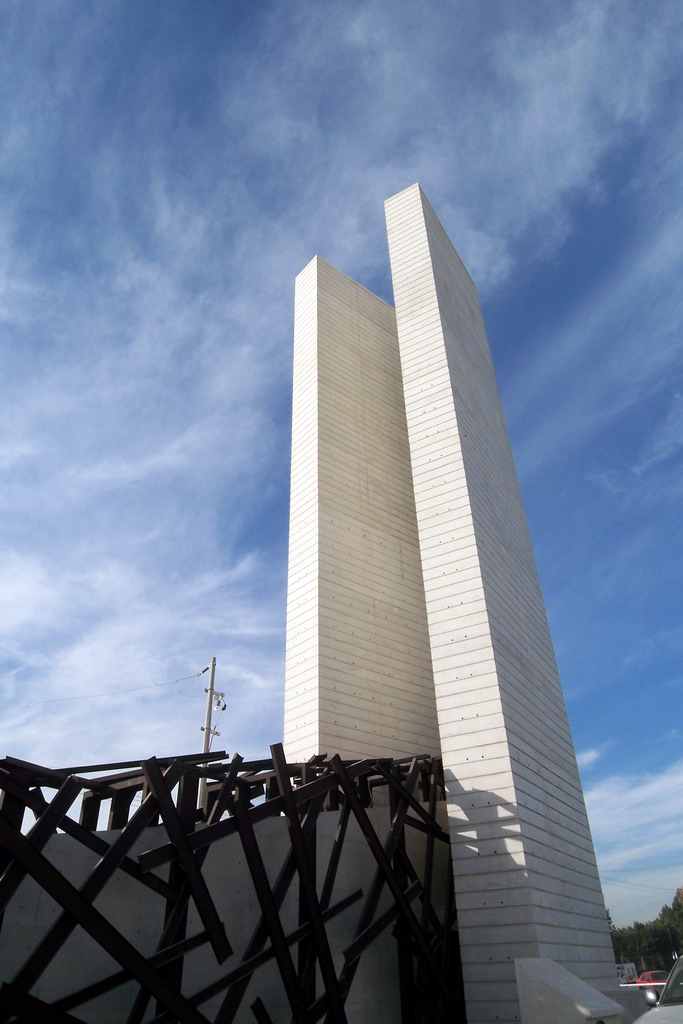
Monumento a la Esperanza.

2. Otay Centenario: Esta delegación ocupa la parte norte y noroeste de la ciudad, y destacan sus amplias mesas, cortadas abruptamente por escarpes altos. En esta delegación se encuentra el Aeropuerto Abelardo L. Rodríguez. Aquí está instalada la Universidad Autónoma de Baja California Campus Tijuana, los Institutos Tecnológicos de Tijuana y la Garita Internacional de Otay. En 2015 se disuelve la Delegación Centenario para reunificarse con la Delegación Mesa de Otay cuya denominación ahora es Mesa de Otay Centenario. En esta delegación se hallan ubicadas numerosas zonas industriales, residenciales y comercios así como vialidades significativas como el Bulevar de las Bellas Artes, el Bulevar Alberto Limón Padilla, y la Autopista Tijuana-Tecate.
3. Playas de Tijuana: Esta delegación se halla ubicada al oeste de la zona urbana. Aquí se encuentran las playas de la ciudad y una zona residencial extensa que alberga a un número elevado de familias de diferentes niveles socioeconómicos. Es de importancia turística no solo por las playas, sino también porque aquí comienzan las carreteras y vialidades que llevan a Rosarito, Ensenada, y el resto de la península.
4.  La Mesa: Es una delegación más comercial y residencial. Formada por un amplio valle con algunas lomas. En él se encuentran numerosos centros comerciales, como Plaza Carroussel, Plaza Las Brisas, Paseo Guadalajara y Macroplaza Insurgentes. Por ella atraviesan 4 vialidades de gran importancia, los bulevares Lázaro Cárdenas, Insurgentes, Gustavo Díaz Ordaz y Federico Benítez. Cuenta con lugares importantes como el Centro Estatal de las Artes, la Fiscalía General del Estado en Tijuana, el Parque Morelos y el Centro de las Artes Musicales.
5. San Antonio de los Buenos: Es una de las delegaciones suburbanas de Tijuana. En ella se encuentran principalmente zonas habitacionales, algunos comercios y parques industriales. Lugares importantes son el 28/o. Batallón de Infantería (Campo Militar), los poblados de La Gloria y La Joya. Su topografía caracterizada por cañones, lomas y barrancos hacen difícil el correcto urbanismo en la zona. Sus vialidades importantes son el Libramiento Sur, el bulevar Fundadores y la Carretera Libre Tijuana-Rosarito.
6. Sánchez Taboada: Es una delegación suburbana de Tijuana, caracterizada por parques industriales y diversos asentamientos habitacionales en zonas de difícil acceso. Es una zona con crecimiento respecto a vialidades conectando la delegación La Mesa con el corredor Tijuana-Rosarito 2000, a través de la Avenida García. Sus vialidades importantes son el Libramiento Sur, Circuito Reforma y el bulevar Pacífico. Es una de las zonas con mayor índice de marginación urbana y pobreza de la ciudad y una de las zonas de Tijuana donde más se ha invertido y trabajado bajo el argumento de la prevención del delito.
7.  Cerro Colorado: Esta delegación recibe su nombre del accidente geográfico del mismo nombre, el cual destaca por sí solo en la parte este de Tijuana, siendo el rasgo más alto del entorno. Está compuesta principalmente por zonas comerciales y residenciales. En ella se encuentra el estadio de béisbol de la ciudad, el Estadio Gasmart. Cuenta con parques industriales pero es compuesta principalmente por viviendas. Sus vialidades importantes son los bulevares Cucapáh, Casablanca, Paseo Guaycura e Insurgentes.
8. La Presa: Recibe este nombre por la presa Abelardo L. Rodríguez, que se encuentra ubicada en el extremo suroeste de la delegación. Esta demarcación fue de las de mayor crecimiento en los años 2000. Compuesta por comercios y parques industriales así como zonas habitacionales. Las vialidades de importancia son el Corredor Tijuana 2000, Ruta Independencia, Bulevar Cucapá, Casablanca, Blake Mora, El Refugio y la Carretera Libre Tijuana-Tecate.
9. La Presa Este: Esta delegación comprende una zona rural al norte del municipio de Tijuana. Comienza en el Blvr. 2000 hasta la delegación Tecate en el municipio homónimo. Sus zonas urbanas principales son Villas del Campo, Fracc. El Laurel y Parajes del Valle.
A su vez, existen 7 subdelegaciones que permiten atender la administración pública en zonas alejadas de la zona urbana y que regularmente forman o formaban parte de la periferia de la ciudad. 
1. Florido Mariano
2. Los Pinos
3. Camino Verde
4. Salvatierra
5. Insurgentes
6. La Gloria
7. Lomas del Porvenir

### Otras localidades
Pese a que el 96.2% de población vive en zona urbana, existen pequeñas localidades o poblaciones que pertenecen al municipio de Tijuana con poblados que van desde los 10 a los 500 habitantes, tales como: 
- San Luis
- Villa del Campo
- Pórticos de San Antonio
- Valle Redondo
- Maclovio Rojas
- Ejido Ojo de Agua
- Cañada Verde
- Valle San Pedro
- Ejido Lázaro Cárdenas

## Límites municipales
Tiene límites administrativos con los siguientes municipios y/o accidentes geográficos, según su ubicación:
| Noroeste: Océano Pacífico                    | Norte: San Diego (California, EE. UU.) | Nordeste: San Diego (California, EE. UU.) |
| Oeste: Océano Pacífico                       |                                        | Este: Tecate                              |
| Suroeste: Océano Pacífico/Playas de Rosarito | Sur: Playas de Rosarito/Ensenada       | Sureste: Ensenada                         |

## Política
La política en el municipio de Tijuana está representada por un Ayuntamiento encabezado por el alcalde o presidente municipal y un cabildo integrado por 15 regidores y un síndico procurador, así como el resto del gabinete ocupando las distintas direcciones municipales. A su vez, cuenta con representación en materia legislativa en los congresos estatal y federal. Internamente se divide en delegaciones y subdelegaciones encargadas de la atención de obra pública y servicios. 

### Representación legislativa
Para la elección de diputados locales al Congreso de Baja California y de diputados federales a la Cámara de Diputados federal, Tijuana se encuentra integrado en los siguientes distritos electorales:
Local:
- 6.º Distrito Electoral Local de Baja California con cabecera en Tecate.
- 7.º Distrito Electoral Local de Baja California con cabecera en Tijuana.
- 8.º Distrito Electoral Local de Baja California con cabecera en Tijuana.
- 9.º Distrito Electoral Local de Baja California con cabecera en Tijuana.
- 10.º Distrito Electoral Local de Baja California con cabecera en Tijuana.
- 11.º Distrito Electoral Local de Baja California con cabecera en Tijuana.
- 12.º Distrito Electoral Local de Baja California con cabecera en Tijuana.
- 13.º Distrito Electoral Local de Baja California con cabecera en Tijuana.
- 14.º Distrito Electoral Local de Baja California con cabecera en Tijuana.

Federal:
- IV Distrito Electoral Federal de Baja California con cabecera en Tijuana.
- V Distrito Electoral Federal de Baja California con cabecera en Tijuana.
- VI Distrito Electoral Federal de Baja California con cabecera en Tijuana.
- VIII Distrito Electoral Federal de Baja California con cabecera en Tijuana.

### Presidentes municipales
| No   | Presidente municipal | Presidente municipal            | Periodo     | Partido | Elección |
| ---- | -------------------- | ------------------------------- | ----------- | ------- | -------- |
| 1.º  |                      | Gustavo Aubanel Vallejo         | 1953 – 1956 |         | 1953     |
| 2.º  |                      | Manuel Quirós Labastida         | 1956 – 1959 |         | 1956     |
| 3.º  |                      | Xicoténcatl Leyva Alemán        | 1959 – 1962 |         | 1959     |
| 4.º  |                      | Ildefonso Velásquez Martínez    | 1962 – 1965 |         | 1962     |
| 5.º  |                      | Francisco López Gutiérrez       | 1965 – 1968 |         | 1965     |
| 6.º  |                      | Ernesto Pérez Rul               | 1968 – 1970 |         | 1968     |
| 7.º  |                      | José Manuel González            | 1970 – 1971 |         | Interino |
| 8.º  |                      | Marco Antonio Bolaños Cacho     | 1971 – 1974 |         | 1971     |
| 9.º  |                      | Fernando Márquez Arce           | 1974 – 1977 |         | 1974     |
| 10.º |                      | Xicoténcatl Leyva Mortera       | 1977 – 1980 |         | 1977     |
| 11.º |                      | Roberto Andrade Salazar         | 1980 – 1983 |         | 1980     |
| 12.º |                      | René Treviño Arredondo          | 1983 – 1986 |         | 1983     |
| 13.º |                      | Federico Valdés Martínez        | 1986 – 1989 |         | 1986     |
| 14.º |                      | Carlos Montejo Favela           | 1989 – 1992 |         | 1989     |
| 15.º |                      | Héctor Osuna Jaime              | 1992 – 1995 |         | 1992     |
| 16.º |                      | José Guadalupe Osuna Millán     | 1995 – 1998 |         | 1995     |
| 17.º |                      | Francisco Vega de Lamadrid      | 1998 – 2000 |         | 1998     |
| 18.º |                      | Juan Manuel Gastélum Buenrostro | 2000 – 2001 |         | Interino |
| 19.º |                      | Francisco Vega de Lamadrid      | 2001 – 2001 |         | —        |
| 20.º |                      | Jesús González Reyes            | 2001 – 2004 |         | 2001     |
| 21.º |                      | Jorge Hank Rhon                 | 2004 – 2007 |         | 2004     |
| 22.º |                      | Kurt Honold Morales             | 2007 – 2007 |         | Interino |
| 23.º |                      | Jorge Ramos Hernández           | 2007 – 2010 |         | 2007     |
| 24.º |                      | Carlos Bustamante Anchondo      | 2010 – 2013 |         | 2010     |
| 25.º |                      | Jorge Astiazarán Orcí           | 2013 – 2016 |         | 2013     |
| 26.º |                      | Juan Manuel Gastélum Buenrostro | 2016 – 2019 |         | 2016     |
| 27.º |                      | Eduardo Terreros Martínez       | 2019 – 2019 |         | Interino |
| —    |                      | Juan Manuel Gastélum Buenrostro | 2019 – 2019 |         | —        |
| 28.º |                      | Arturo González Cruz            | 2019 – 2020 |         | 2019     |
| 29.º |                      | Karla Patricia Ruiz McFarland   | 2020 – 2020 |         | Interina |
| —    |                      | Arturo González Cruz            | 2020 – 2021 |         | —        |
| —    |                      | Karla Patricia Ruiz McFarland   | 2021 – 2021 |         | Interina |
| —    |                      | Arturo González Cruz            | 2021 – 2021 |         | —        |
| 30°  |                      | Montserrat Caballero Ramírez    | 2021 – 2024 |         | 2021     |
| 31°  |                      | Ismael Burgueño Ruiz            | 2024 – 2027 |         | 2024     |